# Međuvršje
Međuvršje (en serbe cyrillique : Међувршје) est un village de Serbie situé sur le territoire de la Ville de Čačak, district de Moravica. Au recensement de 2011, il comptait 94 habitants.

## Démographie
| 1948 | 1953 | 1961 | 1971 | 1981 | 1991 | 2002 | 2011 |
| ---- | ---- | ---- | ---- | ---- | ---- | ---- | ---- |
| 231  | 293  | 169  | 130  | 126  | 122  | 82   | 94   |

|  |